# Plagiochila gradsteinii
Plagiochila gradsteinii là một loài rêu trong họ Plagiochilaceae. Loài này được Inoue mô tả khoa học đầu tiên năm 1977.